# ヒバ・オア島

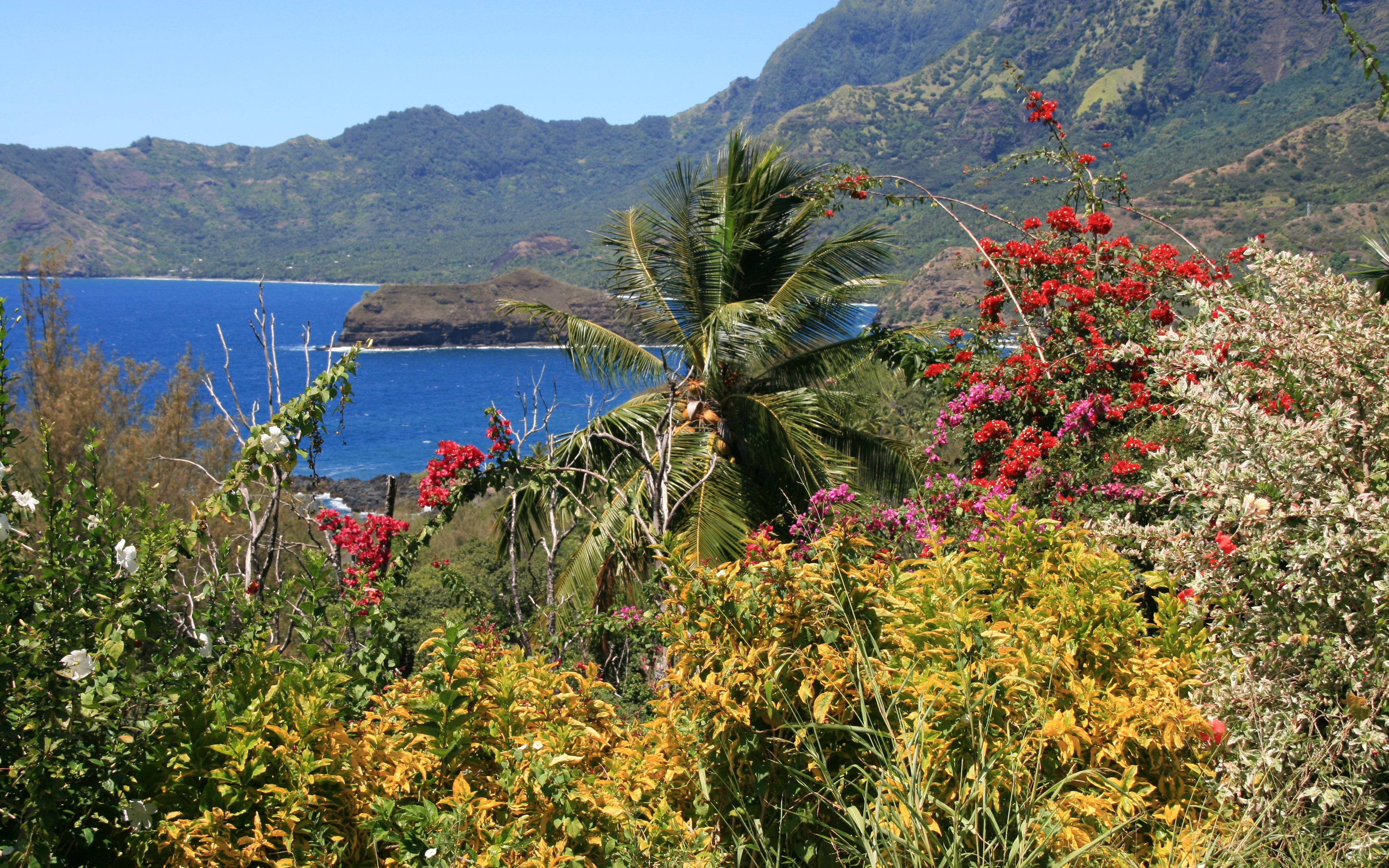
ヒバ・オア島

ヒバ・オア島（Hiva Oa）は、フランス領ポリネシアに属する島。マルケサス諸島に属し、マルケサス諸島南部の主島である。中心都市はアツオナ。ヒバ・オア島はマルケサス諸島の他島と同じく、周辺を寒流が流れているためサンゴ礁が存在せず、また火山島であるため地形が険しくて標高が高く、最高峰は標高1,276メートルに達する。ヒバ・オア島は画家ポール・ゴーギャンや、歌手ジャック・ブレルが晩年をここで過ごしたことで知られている。両者の墓はアツオナの共同墓地にあり、観光地となっている。